# 孖沙
孖沙（英文：William Thomas Mercer，1821年10月17日—1879年5月23日，又譯馬撤爾），是香港第四任輔政司（Colonial Secretary，相當於現在的政務司司長）。他於1859年4月13日接替威廉·堅擔任此職，直到1879年5月14日任期完結後由柯士甸接手。他也於1865年3月15日至1866年3月11日署任香港總督，以填補夏喬士·羅便臣卸任後及麥當奴上任前期間的懸空。
孖沙也是第二任香港總督戴維斯的姨甥。

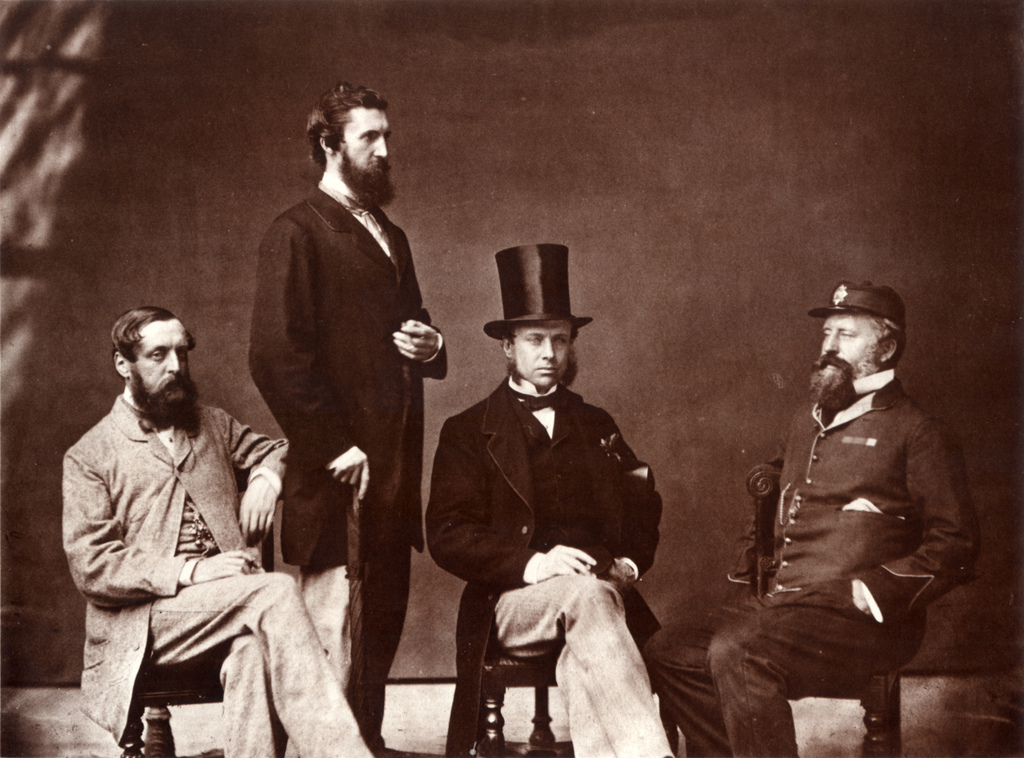
孖沙（左一）

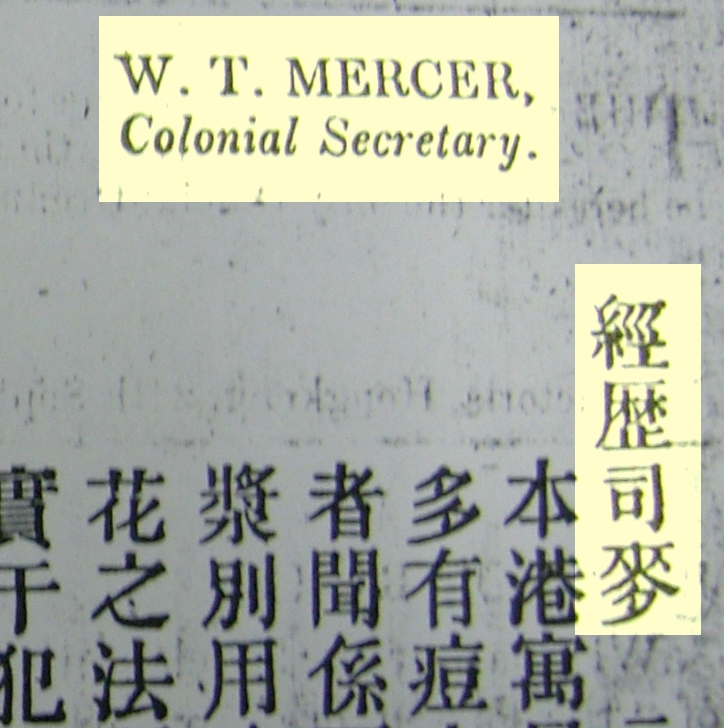
香港政府憲報的公告，警示吹種天花非法，有經歷司麥署名和官職（落款日期為1855年2月26號，農曆乙卯年正月初十）

香港上環的孖沙街（Mercer Street）便是以孖沙命名。